# Antal Csermák
Antal György Csermák [ˈɒntɒl ˈɟørɟ ˈʧɛrmaːk] (* 1774; † 25. Oktober 1822 in Veszprém) war ein ungarischer Komponist und Violinist.

## Leben
Csermák trat als Violinist in Wien und Pressburg auf und war zwischen 1795 und 1810 Konzertmeister am ungarischen Theater in Budapest. Als Solist war er geschätzt mit seinen Interpretationen der Violinkonzerte Haydns, Mozarts und Viottis. Er führte zumeist das Leben eines Reisekünstlers und hielt sich u. a. am österreichischen Hof auf.
Seit 1804 komponierte er beeinflusst von den Verbunkos von János Bihari und János Lavotta. Seine Motive finden sich in den Werken von Ferenc Erkel, Franz Liszt und später in denen von György Ligeti wieder. Zeitgenossen bezeichneten ihn gerne als den ungarischen Beethoven.
Er komponierte neben anderem ein Streichquartett und Ungarische Tänze für Orchester.